# Hadinec červený
Hadinec červený (Echium maculatum) je stepní rostlina, nápadná svým až metr vysokým, červeno-fialovým květenstvím, jeden ze dvou druhů rodu hadinec rostoucích v české přírodě. Vyskytuje se jak v České republice, tak i v okolních státech jen řídce a je považován za rostlinu ohroženou vymizením.
Podle posledních zahraničních výzkumů nepatří tento druh do rodu Echium, ale pod jménem Pontechium maculatum je zařazován do nového, monotypického rodu Pontechium.

## Rozšíření
Roste ve střední a jihovýchodní Evropě, v okolí Kavkazu, v Malé a Střední Asii i na Blízkém východě. Těžiště výskytu je na Ukrajině a na jihu evropského Ruska. Tento východoevropský druh je pouze výběžkovitě rozšířen do Střední Evropy. Západní hranice areálu sahá do Rakouska, České republiky a na Slovensko a severní probíhá východním Polskem, ve většině panonské nížiny však chybí.
V ČR roste pouze na jižní Moravě asi ve čtrnácti, převážně chráněných lokalitách, kde se nachází okolo sedmi stovek jedinců. Většina míst je v termofytiku na Jihomoravské pahorkatině. Vyrůstají například v národních přírodních rezervacích Na Adamcích (u Hodonína), Hádecká planinka (u Brna) a Větrníky (u Vyškova), v přírodních rezervacích Horky, Špidláky a Visengrunty i v přírodních památkách Hovoranské louky, Hrádek, Kamenný vrch a Louky pod Kumstátem. Byly také zjištěny výskyty na úbočí Bílých Karpat, např. v přírodní rezervaci Kobylí hlava. Na Hádech v Drahanské vrchovině byla z původních rostlin vysázena nová záložní populace.

## Ekologie
Obvykle se nachází na suchých a slunných lesostepních stanovištích, na výslunných pahorcích a křovinatých stráních, v lemech a světlinách teplomilných listnatých lesů v nížinách až pahorkatinách. Je pro něj důležitý obsah živin v zemině, nejčastěji se vyskytuje ve vápnitých, hlinitých sprašových půdách, řidčeji v kamenitých. Často ho nalezneme na místech s neúplně zapojenou vegetací, což je podstatné i pro uchycení a vyklíčení jeho semenáčků. Vyhovují mu zvěří mírně narušovaná stanoviště.
Slabší jedinci kvetou jednou za život, nejčastěji ve svém druhém až třetím roce. Silnější rostliny se naopak rozrůstají do menších trsů a skupinky kvetoucích rostlin s dlouhou lodyhou bývají obzvlášť atraktivní.

## Popis
Dvouletá až krátce vytrvalá bylina s přímou, nevětvenou lodyhou vysokou 40 až 100 cm. Vyrůstá ze ztlustlého kůlovitého kořene a jeho květná lodyha je pevná a srstnatě chlupatá. Přízemní růžici tvoří listy s dlouhým řapíkem, které jsou úzce kopinaté či úzce eliptické. Střídavé lodyžní listy jsou přisedlé, čárkovitě kopinaté a na koncích špičaté, všechny listy jsou celokrajné a srstnatě chlupaté.
Z úžlabí horních listů vyrůstají vijany květů a vytvářejí úzkou, jehlanovitou latu, z počátku jsou vijany krátké a stočené do spirály, později se napřimují a prodlužují. Přisedlé květy jsou oboupohlavné a rozvíjejí se od června do srpna. Pětidílný nálevkovitý kalich má lístky asi 5 mm dlouhé. Zvonkovitá, šikmo souměrná koruna je tvořena pěti nestejně velkými, červenými nebo fialově purpurovými (výjimečně bílými) laloky, korunní trubka je dvojnásobně dlouhá jako kalich. V květu je pět tyčinek které mají dlouhé, dolu ohnuté, purpurově červené nebo fialově purpurové nitky a jejich prašníky vyčnívají daleko z koruny. Čnělka je dlouhá a chlupatá a nese hlavičkovitou bliznu se dvěma laloky. Květy jsou protandrické, nejprve dozrávají prašníky a teprve později blizny, bývají opyleny hmyzem nebo dochází k samoopylení.
Plody jsou čtyři jednosemenné tvrdky sedící na dně vytrvalého kalichu, jsou asi 2 mm dlouhé a na povrchu bradavičnaté. Ploidie druhu je 2n = 24.

## Rozmnožování
Rozmnožuje se zejména generativně tvrdkami, kterých rostlina vytváří dostatek, z jednoho květu vzniknou čtyři. Semena (tvrdky) po zimním přemrznuti dobře klíčí, avšak úmrtnost semenáčků je v prvních měsících značná. Nevyklíčená semena přežívají po delší dobu v semenné půdní bance. Prvým rokem vyroste jen listová růžice a teprve na jaře druhého či třetího roku z ní vypučí květonosná lodyha.
Vegetativně se rozšiřuje méně často, z krátkého oddenku vyroste jedna až několik postranních listových růžic. Každoročně vykvétá obvykle jen menší, podpoloviční část populací.

## Možnost záměny
V české přírodě se mnohem častěji vyskytuje podobný druh hadinec obecný, který se odlišuje modrou barvou květů a širšími listy pokrytými bradavkami, ze kterých vyrůstají štětinovité chlupy.

## Ohrožení
Hadinec červený se nikdy v přírodě České republiky nevyskytoval ve velkém množství. Patrně je to dáno tím, že se nachází na okraji areálu výskytu druhu a zdejší životní podmínky mu příliš nesvědčí. V minulosti byly kvetoucí stvoly rostlin používány do kytic, nebo byly celé rostliny neúspěšně přesazovány do zahrad. Pro tento druh jsou v české přírodě, s ohledem na klimatické podmínky, typické kolísající stavy jednotlivých populací.
Některé jeho lokality byly zničeny přímou destrukcí, jiné jsou ohrožovány eutrofizací stanovišť, zarůstáním travnatých ploch náletovými dřevinami nebo i úmyslným zalesňováním. Hadinec červený je proto považován za kriticky ohrožený druh jak "Vyhláškou MŽP ČR č. 395/1992 Sb. ve znění vyhl. č. 175/2006 Sb.", tak i "Červeným seznamem cévnatých rostlin České republiky" z roku 2012.